# Claudia von Alemann
Claudia von Alemann, née le 23 mars 1943 à Seebach (Thuringe), est une réalisatrice féministe allemande.

## Formation
Claudia von Alemann grandit à Krefeld à partir de 1949. Elle suit sa scolarité dans l'établissement Hildegard-von-Bingen-Gymnasium de Cologne-Sülz jusqu'à son diplôme d'études secondaires en 1963.
Elle étudie  la sociologie et l'histoire de l'art à l'Université libre de Berlin jusqu'en 1964. Elle poursuit sa formation universitaire à l'École d'Ulm - École supérieure de la forme.
En 1977, Claudia von Alemann devient  maître de conférences en cinéma à l'Université des Beaux-Arts de Hambourg. Elle enseigne de 1982 à 2006 en tant que professeure de cinéma à l'Université des sciences appliquées de Dortmund. Elle est professeure invitée par plusieurs universités : La Havane, Cambridge, New York, Boston et Montréal.

## Carrière
Elle débute comme réalisatrice indépendante sur des projets pour diverses sociétés de télévision, notamment Hessischer Rundfunk et Westdeutscher Rundfunk.
En mai 1968, elle se rend à Paris où elle participe aux États généraux du cinéma qui, entre autres actions, appellent à bloquer le Festival de Cannes.
Elle relate cette expérience dans son documentaire Ce n'est qu'un début, continuons le combat.
En 1973, elle organise le premier Séminaire international sur le cinéma féminin au cinéma Arsenal à Berlin ouest avec Helke Sander.
La condition des femmes, qu'elle aborde d'un point de vue historique, sociologique et cinématographique est au centre de son travail et de son engagement féministe.
Elle réalise plusieurs courts métrages et documentaires sur des sujets politiques, des thèmes de cinéma et le thème de l'émancipation des femmes, elle réalise le long métrage Le Voyage à Lyon, sur Flora Tristan, militante française des droits des femmes du XIXe siècle. Le film, tourné en 16 mm en 1978 et 1979 a fait l'objet d'une restauration 2K sous la direction de Claudia von Alemann et la Deutsche Kinemathek, avec l'aide de l'Institut Lumière.
En 1981, elle réalise Das Frauenzimmer, (The Women's Room) où elle met en scène de façon surréaliste des situations du quotidien des femmes. Cette vidéo de 78 minutes fait désormais partie des collections permanentes du Musée d'Arts Moderne de New York, le MoMa et du Stedelijk Museum Amsterdam.
En 2015, elle réalise Die Frau mit der Kamera - Portrait der Fotografin Abisag Tüllmann, film documentaire sur la photographe Abisag Tullman.
Claudia von Alemann reçoit de nombreux prix pour ses réalisations cinématographiques. En 2024 un hommage lui est rendu au 46ème Festival International du film documentaire Cinéma du Réel à Paris, avec une section spéciale qui lui est consacrée, sous le titre : L'intime est politique.

## Filmographie
- 1966 : Simple (court métrage)
- 1967 : EXPRMNTL Knokke (documentaire télé)
- 1967 : Gagner du plaisir I (film expérimental)
- 1967 : Findevogel (court métrage)
- 1969 : Ce n'est qu'un début continuons le combat (documentaire télé)
- 1969 : Festival du court-métrage d'Oberhausen (documentaire télévisé)
- 1970 : Kathleen et Eldridge Cleaver (court documentaire)
- 1970 : Brigitte (court documentaire télévisé)
- 1971 : Germaine Greer (court documentaire télévisé)
- 1971 : FLQ Montréal (court documentaire télévisé)
- 1971 : Congrès des femmes anti-impérialistes de Toronto (court documentaire télévisé)
- 1971 : Tu Luc van Doan – De tes propres forces (court documentaire)
- 1972 : Travail temporaire (court documentaire télévisé)
- 1972 : Accident du travail (court documentaire télévisé)
- 1973 : Il s'agit de les changer (documentaire)
- 1974 : Namibie (documentaire)
- 1977 : Films du Soleil et de la Nuit : Ariane Mnouchkine (documentaire)
- 1980 : Le Voyage à Lyon
- 1981 : La Chambre des Femmes
- 1982 : Terre de brume
- 1984 : La porte dans le mur (TV)
- 1987 : Le prochain siècle sera le nôtre, dans le cadre de la série télévisée Unerhört - L'histoire du mouvement féministe allemand de 1830 à nos jours
- 2000 : Vladimir Günstig – A Trojan Affair (actrice uniquement)
- 2001 : Était autrefois un batelier sauvage
- 2015 : La Femme à la caméra - Portrait de la photographe Abisag Tüllmann

## Prix
- 1982 : Prix de la critique de cinéma allemand pour Le Voyage à Lyon
- 1983 : Grand Prix du Jury et Prix du Public à la Première Manifestation Internationale de L'Audiovisuel Montbéliard, pour Das Frauenzimmer
- 1988 : Grand Prix du Jury au Festival Internationale de Films et Vidéos de Femmes Montréal pour Le prochain siècle sera le nôtre
- 1993 : Prix spécial du jury au Festival international du film de femmes de Minsk pour Like Night Shadows/Return to Thuringia
- 1994 : Prix Spécial du Jury au Festival International de la Vidéo de Liège

## Exposition
- The Next Century Will Be Ours, Claudia von Alemann and her films : expositions, projections, rencontres by Fiona Berg and Arisa Purkpong, avril mai 2023, Zeughauskino, Deutsches Historisches Museum[9].